# 三重県道546号青山町停車場線
三重県道546号青山町停車場線（みえけんどう546ごう あおやまちょうていしゃじょうせん）は、三重県伊賀市を通る一般県道である。

## 概要
近鉄大阪線 青山町駅前から伊賀市阿保に至る。

### 路線データ
- 起点：伊賀市阿保（近鉄大阪線 青山町駅前）
- 終点：伊賀市阿保（青山町駅口交差点、国道165号交点）
- 総延長：160 m

## 歴史
- 1959年（昭和34年）1月25日 - 三重県道546号阿保停車場線（みえけんどう546ごう あおていしゃじょうせん）[1]として路線認定。
- 1990年（平成2年）8月31日 - 1970年（昭和45年）3月1日に阿保駅が青山町駅に改称し、現在の名称三重県道546号青山町停車場線となった[2]。

## 地理

### 通過する自治体
- 三重県
  - 伊賀市

### 交差する道路
| 交差する道路 | 交差する場所 | 交差する場所            |
| ------------ | ------------ | ----------------------- |
| 国道165号    | 阿保         | 青山町駅口交差点 / 終点 |

### 沿線
沿線は伊賀市青山地区の中心街である。全線三重交通および青山行政バスの路線バスが運行されている。
- 近鉄大阪線 青山町駅
- 名張警察署 青山町駅前交番
- 百五銀行 青山支店
- 木津川